# 方枝蒲桃
方枝蒲桃（学名：Syzygium tephrodes）为桃金娘科蒲桃属的植物，为中国的特有植物。分布于中国大陆的海南等地，常生于低海拔森林里。